# Aeropuerto Internacional Venustiano Carranza
El Aeropuerto Internacional Venustiano Carranza (Código IATA: LOV - Código OACI: MMMV - Código DGAC: MOV), es un aeropuerto internacional localizado en Frontera, Coahuila, México. Maneja el tráfico aéreo nacional e internacional de la zona metropolitana de Monclova y Frontera.

## Información
El Aeropuerto Internacional Venustiano Carranza se localiza en libramiento Salinas de Gortari y Carretera a San Buenaventura. Esta terminal aérea posee servicio de aduana para el despacho de mercancías, servicio de operación de carga, de migración, cuerpo de rescate y extinción de incendios, aviación militar, alquiler de automóviles y transporte terrestre.
Para 2018, Monclova recibió a 2,175 pasajeros, mientras que en 2020 recibió a 19 según datos publicados por la Administradora Coahuilense de Infraestructura y Transporte Aéreo.
El aeropuerto contó con un vuelo diario de Continental Express hacia Houston, Texas hasta el verano de 2008, el cual fue cancelado debido a los altos costos del combustible y a la poca afluencia de pasajeros.
Desde 2013 el aeropuerto es operado por la Administradora Coahuilense de Infraestructura y Transporte Aéreo, empresa que opera diversos aeropuertos del estado.
Contó con un vuelo por poco tiempo de la compañía Aeromar en marzo de 2014 que operó la ruta Monclova - México.
Aeromar mantuvo una ruta a México a partir de agosto de 2017 con 5 frecuencias semanales. que finalizaron en marzo de 2018.
El aeropuerto fue llamado así por el Gobernador de Coahuila y presidente Venustiano Carranza, originario de este estado.

## Aerolíneas y destinos

### Pasajeros
| Destinos por aerolínea                              | Destinos por aerolínea | Destinos por aerolínea | Destinos por aerolínea |
| Aerolínea                                           | Destinos               |                        |                        |
| --------------------------------------------------- | ---------------------- | ---------------------- | ---------------------- |
| Aerus                                               | Monterrey              |                        |                        |
| Total: 1 destino (nacional), 1 aerolínea (nacional) |                        |                        |                        |

### Destinos nacionales
Se brinda servicio a 1 ciudad dentro del país a cargo de 1 aerolínea.
| Monterrey (MTY) | • |   | 1 |
| Total           | 1 | 0 | 1 |

## Estadísticas

### Tráfico anual
Sólo se muestra muestran vuelos comerciales regulares y vuelos de fletamento, no se incluyen vuelos militares ni de aviación general.
| Año  | Vuelos | Pasajeros | kg de carga | Año  | Vuelos | Pasajeros | kg de carga |
| 2003 | 974    | 8,968     | 8,463       | 2013 | 13     | 255       | 9,620       |
| 2004 | 1,372  | 14,607    | 199,319     | 2014 | 11     | 154       | 5,690       |
| 2005 | 635    | 7,538     | 3,096       | 2015 | 20     | 381       | 11,850      |
| 2006 | 663    | 8,661     | 44,551      | 2016 | 10     | 39        | 7,880       |
| 2007 | 500    | 6,165     | 431         | 2017 | 201    | 5,434     | 2,013       |
| 2008 | 337    | 3,983     | 4,588       | 2018 | 97     | 2,175     | 1,047       |
| 2009 | 12     | 0         | 19,720      | 2019 | 0      | 0         | 0           |
| 2010 | 10     | 0         | 22,563      | 2020 | 4      | 19        | 0           |
| 2011 | 2      | 0         | 3,500       | 2021 | 0      | 0         | 0           |
| 2012 | 41     | 1,077     | 25,182      |      |        |           |             |
| ---- | ------ | --------- | ----------- | ---- | ------ | --------- | ----------- |